# Ann C. Crispin
Ann Carol Crispin (Stamford, 5 de abril de 1950 – Waldorf, 6 de setembro de 2013) foi uma escritora de ficção científica e fantasia norte-americana.
Crispin escreveu várias novelizações para Star Trek e Star Wars e criou uma saga original de ficção científica chamada StarBridge.

## Biografia
Crispin nasceu como Ann Carol Tickell, em 1950, em Connecticut. Seu pai era um oficial naval que se estabeleceu na região de Washington D.C., onde ela se formou no ensino médio em 1968. Crispin obteve um bacharelado em Língua Inglesa pela Universidade de Maryland, em 1972 e por vários anos foi técnica e programadora do Departamento do Censo dos Estados Unidos.

## Carreira
Crispin se tornou escritora em tempo integral em 1983. Como escritora, Crispin escreveu vários livros do universo expandido de várias sagas famosas de ficção científica. Duas novelizações de Star Trek — Yesterday's Son (no Brasil Portal do tempo, pela editora Aleph) e Time for Yesterday — foram sequências diretas do episódio da terceira temporada da Série Clássica, "All Our Yesterdays", com foco em Spock e seu filho com Zarabeth.
Yesterday's Son foi o primeiro livro original de Star Trek, sem ser uma novelização, a aparecer na lista de livros mais vendidos do The New York Times. Outros de seus livros notáveis dentro do universo de Star Trek incluem Sarek, que se passa depois dos eventos de Jornada nas Estrelas VI: A Terra Desconhecida.
Dentro do universo de Star Wars estão a Trilogia Han Solo, crônicas da vida de Han anteriores aos eventos de Star Wars: Episódio IV – Uma Nova Esperança. Crispin escreveu também novelização para a série de televisão V e para o filme Alien Resurrection.
Crispin foi diretor regional e também vice-presidente da Science Fiction and Fantasy Writers of America (SFWA). Com Victoria Strauss, criou o grupo Writer Beware, parte do SFWA, que orienta escritores iniciantes sobre o perigo de agentes, editores e editoras que aplicam golpes em quem está começando. O grupo foi fundado em 1998 e teve apoio de autoridades civis e policiais para fechar esquemas de publicação.

## Vida pessoal
Ann foi casada com Randy Lee Crispin, divorciando-se dele mas mantendo o sobrenome. Foi casada por 12 anos com o escritor de ficção científica Michael Capobianco. Ann teve um filho do primeiro casamento, Jason Paul Crispin.

## Morte
Em 3 de setembro de 2013, Crispin postou uma mensagem de adeus, revelando que seu câncer na bexiga tinha entrado em metástase e se tornado terminal.
| “ | Quero agradecer a todos por seus votos e orações. Temo que minha condição esteja piorando. Estou fazendo o melhor que posso para permanecer positiva, mas provavelmente não tenho mais muito tempo. Quero que todos saibam que estou recebendo um ótimo atendimento e que estou cercada de familiares e amigos. | ” |

Crispin morreu três dias depois, em 6 de setembro de 2013, aos 63 anos, em Waldorf, Maryland. Ela foi sepultada no cemitério de Joy Chapel, em Hollywood, Condado de St. Mary, em Maryland.

## Publicações
- Trilogia Han Solo

1. The Paradise Snare (1997)
2. The Hutt Gambit (1997)
3. Rebel Dawn (1997)

- Contos de Star Wars
  - "Play It Again, Figrin D'an" (em Tales from the Mos Eisley Cantina, 1995)
  - "Skin Deep" (emTales from Jabba's Palace, 1996)
- Série StarBridge

1. StarBridge (1989)
2. Silent Dances (1990) (com Kathleen O'Malley)
3. Shadow World (1991) (comJannean Elliott)
4. Serpent's Gift (1992) (comDeborah A. Marshall)
5. Silent Songs (1994) (comKathleen O'Malley)
6. Ancestor's World (1996) (comT. Jackson King)
7. Voices of Chaos (1998) (comRu Emerson)

- Star Trek
  - Yesterday's Son (1983)
  - Time for Yesterday (1988)
  - The Eyes of the Beholders (1990)
  - Sarek (1994)
  - Star Trek: Enter the Wolves (2001) (com Howard Weinstein)
  - Sand and Stars: Signature Edition (2004)
- Witch World
  - Gryphon's Eyrie (1984) (com Andre Norton)
  - Songsmith (1992) (com Andre Norton)
- V
  - V (1984)
  - V: East Coast Crisis (1984) (com Howard Weinstein)
  - V: Death Tide (1984) (com Deborah A. Marshall)
- The Exiles of Boq’urain
  - Storms Of Destiny (2005)
  - Future projects: Exiles of Boq'urain Trilogy · Livro 2 & 3
- Miscellaneous
  - Sylvester (1985)
  - Alien Resurrection (1997) (with Kathleen O'Malley)
  - Pirates of the Caribbean: The Price of Freedom (2011)